# Sistem energetic comunitar durabil
Un sistem energetic comunitar durabil este o abordare integrată pentru furnizarea energiei pentru o comunitate locală, potrivit cerințele sale, cu energie din surse de energie regenerabile sau de cogenerare de înaltă eficiență. Abordarea poate fi văzută ca o dezvoltare a conceptului de generare distribuită.
Astfel de sisteme se bazează pe o combinație de încălzire centralizată, răcire centralizată, plus „insule de generare a energiei electrice”, care sunt interconectate printr-un sistem de electricitate prin cablu privat (ocolind în mare parte rețeaua electrică normală pentru a reduce pierderile și taxele de transport, precum și pentru a crește robustețea sistemului). Surplusul de energie de la o insulă generatoare poate fi, prin urmare, utilizat pentru a compensa deficitul pe alta.

## Comunități de energie
Comunitățile de energie sunt un fenomen în curs de dezvoltare, care favorizează tranziția energetică și participarea activă a cetățenilor. Ele sunt recunoscute ca parte integrantă a creării unui sistem energetic durabil de către Uniunea Europeană, care le-a inclus și în Pachetul Energie Curată și în alte reglementări energetice, cum ar fi directiva privind energia regenerabilă.
Comunitățile de energie reprezintă orice colaborare a cetățenilor și a altor entități, cum ar fi municipalități, companii, furnizori de energie, operatori de rețea, ONG-uri etc., cu scopul comun de a contribui la transformarea sistemului energetic prin implicarea mai multor actori într-o manieră participativă și pentru a crea beneficii pentru toate părțile implicate (și potențial pentru societate în general).
Beneficiile comunităților energetice variază în diferite zone. Cel mai frecvent sunt beneficii de mediu pentru membrii lor și cele legate de economii financiare. Un beneficiu pentru societate este promovarea practicilor energetice durabile și implicarea activă a cetățenilor. Comunitățile locale beneficiază de comunitățile de energie, de exemplu și prin crearea de noi locuri de muncă.

## Regatul Unit
În Regatul Unit, primul sistem energetic comunitar durabil a fost lansat de Woking Borough Council, începând cu 1991. Sistemul folosește centrale de cogenerare cu celule de combustibil tradiționale și cu acid fosforic , stocare termică, răcire cu absorbție termică și fotovoltaice, pentru a alimenta atât clienții rezidențiali, cât și pe cei nerezidențiali, precum și instalațiile proprii ale municipalității.
În ciuda investiției în uzină, sistemul furnizează energie mai ieftină decât poate fi furnizată de la furnizorii tradiționali de energie brună, ajutând la combaterea sărăciei de combustibil. Poriectul face parte dintr-un plan de reducere a emisiilor locale de dioxid de carbon cu 80% până în 2050. Inițiativa a câștigat premiul Council the Queen's Award for Enterprise în 2001.

## Germania
În 1997, oamenii din Wildpoldsried, acționând în unele cazuri ca indivizi, au început o serie de proiecte care produc energie regenerabilă. Primele eforturi au fost turbinele eoliene și digestoarele de biomasă pentru cogenerare de căldură și energie. Între timp, noi lucrări au inclus o serie de proiecte de conservare a energiei, mai multă utilizare a vântului și a biomasei, hidrocentrale mici, panouri fotovoltaice pe case private și proiecte de încălzire urbană. Legate de aceasta sunt folosite și sistemele ecologice de control al inundațiilor și sistemele de canalizare.
Efectele acestui fapt sunt un nivel neprevăzut de prosperitate care are ca rezultat construirea a nouă clădiri comunitare noi, inclusiv o școală, o sală de sport și o sală comunitară, completate cu panouri solare. Există trei companii care operează patru digestoare de biogaz, cu un al cincilea în construcție. Sunt șapte mori de vânt, rețeaua de termoficare are 42 de racorduri. Există trei hidrocentrale mici. Wildpoldsried produce acum cu 321% mai multă energie decât are nevoie și generează venituri anuale de 4,0 milioane de euro. În același timp, a existat o reducere cu 65% a amprentei de carbon a orașului.

## Belgia
Înființată în 1991 EcoPower este cea mai mare cooperativă de energie care include turbine eoliene și panouri fotovoltaice și care produce 80 de milioane de kWh pentru 55000 de locuințe. Membrii pot cumpăra acțiuni, primi dividende din vânzările de surplus și decide împreună cum să investească cooperativa.